# 合肥市第一中学
合肥市第一中学，简称合肥一中，又简称合一，前身是由李鸿章之子李经方于光绪二十八年(1902年)创办的庐州中学堂，是合肥地区最早、历史最久远的一所新式学校。1955年定为省重点中学，1995年成为联合国教科文组织俱乐部成员，2000年定为首批安徽省示范中学 。2007年起至2009年，合肥一中已整体搬至滨湖新区办学。被校友称为“大合一”。合肥一中在2016年中国内地高中美国留学排行榜上位居第四十八。

## 历史
合肥一中前身是科举时代的庐阳书院。1902年：洋务派领袖李鸿章之子李经方在此基础上创办了新式学堂庐州中学堂（存疑）。1908年-1934年：先后六易校名:庐州府官立中学堂（据清代资料记载，官立中学堂创办于1904年，故校史真实性存疑）、庐州中学校、省立三中、省立庐州中学。抗日战争爆发以后，师生辗迁往后方。1949年：更名皖北区合肥高级中学。1952年：更名合肥市第一中学。1955年：安徽省重点中学。2007年9月：合肥一中建立滨湖新校，一中高一年级（2007级学生）搬入滨湖学习，成为寄宿性学校。2009年9月：完全搬入滨湖新校区，旧校区赠予合肥六中使用。2011年，成为北京大学“中学校长实名推荐制”学校。 12月8日，合肥一中首届学术委员会成立。 2011年相继有合肥学院、安徽大学、合肥师范学院、北京师范大学等全国高校在合肥一中建立心理学实践基地。2012年，获得北京大学中学校长实名推荐制2个推荐名额，同时获得清华大学领军计划1个推荐名额。  7月30日至8月2日，合肥一中“毓秀”合唱团在陈栋校长带领下第三次参加在维也纳举办的第三届世界和平合唱节。 2013年，先后与南方科技大学、兰州大学、郑州大学等高校开展“优质教育基地”共建活动。

## 优秀校友
- 杨振宁 诺贝尔物理学奖获得者，1937年秋，于设在张家祠堂的庐州中学（合肥一中前身）读中学（存疑，且杨并未在此完成学业）
- 杨元庆 联想集团总裁兼CEO。1982届校友
- 杨保华 国际宇航科学院院士，是“文革”结束后，合肥一中恢复省重点中学后招收的第一批学生[10]
- 许嵩 著名音乐人，知名作词人、作曲人、唱片制作人、歌手，有音乐鬼才之称，2004届校友
- 宛敏灏 安徽师范大学中文系主任，教授，硕士生导师，安徽省政协常委，文联委员，《汉语大词典》，《词学》编委。1921年赴合肥，考入安徽省立第六师范学校（1928年，省立第六师范学校与省立二中合并为省立六中，即今合肥一中）
- 刘有成 中国科学院院士，有机化学家，中国科学技术大学教授，历任第六届全国人大代表，国务院学位委员会理科学科评议组成员等职。1938届校友
- 彭一刚 中国科学院院士，著名建筑设计专家，天津大学教授，博士生导师。1950届校友
- 张军     中国工程院院士，北京理工大学校长，1983届校友
- 马元飞 原中共安徽省合肥市委书记、市长，1962届校友
- 苏平凡 安徽省马鞍山市委书记、研究员
- 车俊 新疆生产建设兵团党委书记，新疆维吾尔自治区党委副书记，1972届校友
- 刘先平 作家，自然文学家，安徽省作家协会原常务副主席。作品包括《云海探奇》、《大熊猫传奇》等